# Persone di nome Moses
| Questa pagina contiene informazioni ricavate automaticamente dalle voci biografiche con l'ausilio del template Bio e di un bot. L'aggiornamento è periodico e automatico e ricostruisce completamente la pagina. Se manca una persona in questa lista, sei pregato di non aggiungerla, ma accertati piuttosto che la sua voce biografica contenga il template Bio e che i dati anagrafici siano correttamente compilati. Se il template Bio manca, inseriscilo tu stesso o, in alternativa, metti l'avviso {{tmp\|Bio}} che ne segnala la mancanza. Se i dati riportati sono sbagliati, correggi direttamente la voce biografica; le modifiche saranno visibili in questa lista entro pochi giorni. Per chiarimenti vedi il progetto antroponimi. La lista contiene solo le 86 persone che sono citate nell'enciclopedia e per le quali è stato implementato correttamente il template Bio. Pagina aggiornata al 22 giu 2025. |

Questa è una lista di persone presenti nell'enciclopedia che hanno il nome Moses, suddivise per attività principale.

## Allenatori di calcio(2)
- Moses Sichone, allenatore di calcio e ex calciatore zambiano (Mufulira, n. 1977)
- Moses Toata, allenatore di calcio e ex calciatore salomonese (n. 1975)

## Antiquari(1)
- Moses Williams, antiquario e religioso gallese (n. 1685 - Bridgwater, † 1742)

## Arcivescovi cattolici(1)
- Moses Costa, arcivescovo cattolico bangladese (Toomilla, n. 1950 - Dacca, † 2020)

## Assassini seriali(1)
- Moses Sithole, serial killer sudafricano (Vosloorus, n. 1964)

## Attori(1)
- Moses Gunn, attore statunitense (St. Louis, n. 1929 - Guilford, † 1993)

## Attori teatrali(1)
- Moses Olaiya Adejumo, attore teatrale nigeriano (Ilesa, n. 1936 - Ilesa, † 2018)

## Attrici(1)
- Moses Ingram, attrice statunitense (Baltimora, n. 1994)

## Calciatori(23)
- Moses Arita, ex calciatore keniota (Nakuru, n. 1993)
- Moses Ashikodi, ex calciatore inglese (Lagos, n. 1987)
- Moses Chavula, ex calciatore malawiano (n. 1985)
- Moses Chikwalakwala, calciatore zambiano (Mufulira, n. 1969 - Oceano Atlantico, † 1993)
- Moses Cobnan, calciatore nigeriano (Lagos, n. 2002)
- Moses Dyer, calciatore neozelandese (Auckland, n. 1997)
- Moses Ebiye, calciatore nigeriano (Warri, n. 1997)
- Moses Effiong, calciatore nigeriano (n. 1959 - † 2025)
- Moses Gikenyi, ex calciatore keniota (n. 1972)
- Moses Häusler, calciatore austriaco (n. 1901 - † 1952)
- Moses Lamidi, ex calciatore tedesco (Lagos, n. 1988)
- Moses Masuwa, calciatore zambiano (Kitwe, n. 1971 - Oceano Atlantico, † 1993)
- Moses Mawa, calciatore norvegese (Oslo, n. 1996)
- Moses Nyeman, calciatore statunitense (n. 2003)
- Moses Odjer, calciatore ghanese (Tema, n. 1996)
- Moses Odubajo, calciatore inglese (Greenwich, n. 1993)
- Moses Ogbu, calciatore nigeriano (Osogbo, n. 1991)
- Moses Oloya, calciatore ugandese (Kampala, n. 1992)
- Moses Opondo, calciatore ugandese (Kampala, n. 1997)
- Moses Sakyi, ex calciatore ghanese (Accra, n. 1981)
- Moses Simon, calciatore nigeriano (Jos, n. 1995)
- Moses Usor, calciatore nigeriano (n. 2002)
- Moses Waiswa, calciatore ugandese (Kampala, n. 1997)

## Cantautori(1)
- Moses Sumney, cantautore, musicista e attore statunitense (San Bernardino, n. 1991)

## Cestisti(7)
- Moses Brown, cestista statunitense (New York, n. 1999)
- Moses Ehambe, ex cestista e allenatore di pallacanestro statunitense (Arlington, n. 1986)
- Moses Kingsley, cestista nigeriano (Enugu, n. 1994)
- Moses Malone, cestista e allenatore di pallacanestro statunitense (Petersburg, n. 1955 - Norfolk, † 2015)
- Moses Moody, cestista statunitense (Little Rock, n. 2002)
- Moses Sonko, ex cestista gambiano (Kamakwie, n. 1983)
- Moses Wright, cestista statunitense (Raleigh, n. 1998)

## Chimici(1)
- Moses Gomberg, chimico statunitense (Elisavetgrad, n. 1866 - Ann Arbor, † 1947)

## Collezionisti d'arte(1)
- Michelangelo Guggenheim, collezionista d'arte e mercante italiano (Venezia, n. 1837 - Venezia, † 1914)

## Danzatori(1)
- Moses Pendleton, danzatore e coreografo statunitense (Lyndonville, n. 1949)

## Drammaturghi(1)
- Moritz Gottlieb Saphir, drammaturgo e aforista austriaco (Lovasberény, n. 1795 - Vienna, † 1858)

## Entomologi(1)
- Moses Harris, entomologo e incisore inglese (n. 1730 - † 1788)

## Filosofi(3)
- Moses Hess, filosofo, politico e attivista tedesco (Bonn, n. 1812 - Parigi, † 1875)
- Moses Mendelssohn, filosofo tedesco (Dessau, n. 1729 - Berlino, † 1786)
- Moses ibn Ezra, filosofo, linguista e poeta ebreo antico (Granada - Granada, † 1138)

## Giocatori di football americano(1)
- Moses Moreno, ex giocatore di football americano statunitense (Chula Vista, n. 1975)

## Imprenditori(2)
- Moses Austin, imprenditore statunitense (Durham, Connecticut, n. 1761 - Herculaneum, Missouri, † 1821)
- Moses Montefiore, imprenditore e filantropo italiano (Livorno, n. 1784 - Ramsgate, † 1885)

## Linguisti(1)
- Moses Gaster, linguista e rabbino rumeno (Bucarest, n. 1856 - Abingdon-on-Thames, † 1939)

## Maratoneti(2)
- Moses Kemboi, ex maratoneta keniota (n. 1977)
- Moses Mosop, maratoneta e mezzofondista keniota (Marakwet, n. 1985)

## Medici(1)
- Moses ibn Tibbon, medico, scrittore e traduttore francese (Marsiglia, n. 1240 - Marsiglia, † 1283)

## Mezzofondisti(5)
- Moses Koech, mezzofondista keniota (n. 1997)
- Moses Masai, mezzofondista e maratoneta keniota (Kapsogom, n. 1986)
- Moses Letoyie, ex mezzofondista keniota (n. 1995)
- Moses Ndiema Kipsiro, mezzofondista ugandese (Singare, n. 1986)
- Moses Tanui, ex mezzofondista e maratoneta keniota (Nandi, n. 1965)

## Militari(2)
- Moses Cleaveland, militare e politico statunitense (Canterbury, n. 1754 - Canterbury, † 1806)
- Moses Hardy, militare statunitense (Aberdeen, n. 1894 - Aberdeen, † 2006)

## Musicisti(1)
- Bebe Cool, musicista ugandese (n. 1977)

## Oncologi(1)
- Judah Folkman, oncologo statunitense (Cleveland, n. 1933 - Denver, † 2008)

## Pittori(1)
- Moses Levy, pittore italiano (Tunisi, n. 1885 - Viareggio, † 1968)

## Politici(4)
- Moses Blah, politico liberiano (n. 1947 - Monrovia, † 2013)
- Moses Elisaf, politico e medico greco (Giannina, n. 1954 - Giannina, † 2023)
- Moses Mabhida, politico sudafricano (n. 1923 - Maputo, † 1986)
- Moses Nagamootoo, politico guyanese (Whim, n. 1947)

## Pugili(1)
- Moses Itauma, pugile britannico (Kežmarok, n. 2004)

## Rabbini(7)
- Moses Cordovero, rabbino ottomano (Safad, n. 1522 - † 1570)
- Moses de León, rabbino e teologo spagnolo (Guadalajara, n. 1250 - Arévalo, † 1305)
- Moses Margolies, rabbino e religioso lituano (Kėdainiai, n. 1710 - Brody, † 1780)
- Moses ben Jacob di Coucy, rabbino francese (Coucy-le-Château-Auffrique)
- Mosè di Trani, rabbino e religioso greco (Salonicco, n. 1505 - Gerusalemme, † 1585)
- Moses ben Mordecai Zacuto, rabbino e poeta olandese (Amsterdam, n. 1625 - Mantova, † 1697)
- Moses Almosnino, rabbino greco (Salonicco, n. 1515 - Costantinopoli, † 1580)

## Rapper(2)
- Petey Pablo, rapper statunitense (Greenville, n. 1973)
- Shyne, rapper beliziano (Belize, n. 1978)

## Rugbisti a 15(2)
- Moses Alo-Emile, rugbista a 15 francese (Brisbane, n. 2000)
- Mose Tuiali'i, ex rugbista a 15 e allenatore di rugby a 15 neozelandese (Auckland, n. 1981)

## Scrittori(2)
- Moses Isegawa, scrittore ugandese (Kampala, n. 1963)
- Moses Zarzal, scrittore e medico spagnolo

## Siepisti(1)
- Moses Kiptanui, ex siepista e mezzofondista keniota (Elegeyo, n. 1970)

## Storici(1)
- Moses Israel Finley, storico e etnologo statunitense (New York, n. 1912 - Cambridge, † 1986)

## Teologi(1)
- Moshe Isserles, teologo e religioso polacco (Cracovia, n. 1520 - Cracovia, † 1572)

## Vescovi cattolici(1)
- Moses Hamungole, vescovo cattolico zambiano (Kafue, n. 1967 - Lusaka, † 2021)